# Big Bang (группа)
Big Bang (кор. 빅뱅 Пикпэн; часто стилизуется как BIG BANG) — южнокорейский бойбэнд, сформированный 19 августа 2006 году в составе пяти участников компанией YG Entertainment. Ныне коллектив состоит из трёх участников: G-Dragon (он же лидер), Тхэяна и Тэсона; Сынни объявил об уходе из индустрии 11 марта 2019 года, T.O.P покинул группу в феврале 2023 года после окончания контракта. Именуемые «королями корейской музыки», Big Bang внесли огромный вклад в распространение волны Халлю и считаются одной из ключевых её фигур, а также одними из самых успешных корейских артистов в мире. Группа известна благодаря экспериментам с трендовым звучанием, участию в создании своих песен и масштабным выступлениям на сцене.
Несмотря на то, что их дебютный студийный альбом Bigbang Vol.1 (2006) был встречен прохладно, позднее группа обрела успех с синглами «거짓말 (Lies)», который держался на вершине музыкальных чартов рекордные шесть недель и выиграл номинацию «Песня Года» на Mnet Km Music Festival и Seoul Music Awards; «마지막 인사 (Last Farewell)»; «하루하루 (Day by Day)» и «붉은노을 (Sunset Glow)». После победы в номинации «Артист Года» на Mnet Km Music Festival в 2008 году, Big Bang выпустили четыре японских студийных альбома: Big Bang (2009), Big Bang 2 (2011), Alive (2012) и Made Series (2016), каждый из которых получил золотую сертификацию от RIAJ. После двухлетнего перерыва в Корее, квинтет вернулся с новой музыкой, получив восторженные отзывы как от музыкальных критиков, так и поклонников. Четвёртый мини-альбом Tonight (2011) обеспечил им награду «Лучший мировой артист» на MTV Europe Music Awards. Пятый мини-альбом Alive (2012) стал первым среди корейских артистов, попавшим в Billboard 200. Третий студийный альбом Made (2016) был ознаменован несколькими успешными синглами, и Big Bang одержали победу в номинации «Артист Года» на Mnet Asian Music Awards в 2015 году в третий раз, а также победили на Melon Music Awards. Тур Made World Tour, стартовавший 25 апреля 2015 года и завершившийся 6 марта 2016 года, привлёк полтора миллиона зрителей, что на тот момент стало рекордом среди корейских артистов за всё время.
Восемнадцать синглов Big Bang становились № 1 в Корее и суммарно продержались на вершине чарта Melon рекордную 51 неделю. Согласно информации СМИ, суммарные продажи коллектива по всему миру достигли отметки в 150 миллионов копий, что делает Big Bang одним из самых продаваемых бойбендов за всю историю. Корейский Forbes называл их одними из самых влиятельных артистов в стране в 2010, 2012, 2013, 2014 и 2016; они также были первыми корейскими артистами в списке самых высокооплачиваемых знаменитостей от Forbes (2016) и «30 до 30» — списке самых влиятельных музыкантов в мире (2017).

## Карьера

### 2000—06: Формирование и дебют
До дебюта несколько участников группы уже вовлечены в музыкальную индустрию. G-Dragon и Тхэян были первыми, кто начал стажироваться в YG в возрасте 11 лет. После того, как G-Dragon был заявлен как один из возможных кандидатов в будущую мужскую группу, он связался с T.O.P, своим другом детства, чтобы тот тоже прошёл кастинг. В то время T.O.P был андерграундным рэпером под сценическим псевдонимом Tempo, и его самой популярной песней была «Buckwild» совместно с NBK Gray. Сынни появился в реалити-шоу «Mnet сражается с Shinhwa», где в результате должны были найти участников для «второго поколения Shinhwa». Оригинальный состав включал в себя шесть участников: помимо ранее упомянутых, были также Тэсон и Хёнсын, которые также прошли кастинг. Формирование группы было показано на телевидении, и в результат Хёнсын выбыл ещё до завершения шоу. Интернет-трансляция документального фильма собрала свыше миллиона просмотров.
Дебют состоялся 19 августа 2006 года на Олимпийской гимнастической арене в Сеуле на концерте YG, трансляция которого состоялась в следующем месяце. 28 августа был выпущен сингловый альбом Big Bang. Продажи составили почти 40 тысяч копий. Второй сингловый альбом Big Bang is V.I.P, выпущенный в сентябре, также имел успех. Третий сингловый альбом Big Bang 03, релиз которого состоялся в ноябре, как и его предшественники, оказался одним из самых успешных релизов года. Квинтет одержал победу в номинации «Новый Артист — Октябрь» на Cyworld Digital Music Awards. В декабре Big Bang провели свой первый концерт на Олимпийской гимнастической арене. Дебютный студийный альбом, Bigbang Vol.1, был выпущен 22 декабря, достиг 3 места в альбомном чарте, продажи составили свыше 110 тысяч копий.

### 2007—08: Прорыв в карьере и японский дебют
8 февраля 2007 года был выпущен концертный альбом The First / Real Live Concert, продажи которого к концу года составили свыше 30 тысяч копий. Big Bang также начали тур в поддержку дебютного альбома, посетив 5 городов: Инчхон, Тэгу, Чханвон, Чонджу и Пусан. Первый мини-альбом Always (2007) ознаменовал перемены для группы. Несмотря на то, что ранее участники уже участвовали в создании альбома, в этот раз они решили отойти от привычного хип-хоп звучания. G-Dragon написал все песни, включая сингл «거짓말 (Lies)». Релиз также послужил началом для электронной музыки в творчестве группы. Альбом получил позитивные отклики, в основном благодаря «거짓말 (Lies)». Оккупировав вершины музыкальных чартов на 6 недель, песня одерживала победу в номинации «Песня Месяца» на Cyworld Digital Music Awards на протяжении 2 месяцев, а также стала самой продаваемой песней в истории Cyworld — в сентябре продажи достигли отметки в 200 тысяч копий.
Второй мини-альбом Hot Issue, выпущенный в ноябре того же года, последовал за успехом предыдущего релиза: сингл «마지막 인사 (Last Farewell)» достиг вершины многих музыкальных чартов, включая Melon, где продержался на 1 месте 8 недель подряд, что стало рекордом среди мужских групп. Композиция также стала «Песней Месяца» на Cyworld. «Fool» и «But I Love U», би-сайды с альбома, смогли расположиться в топ-10. Общие продажи Hot Issue составили больше 120 тысяч копий. Позднее Big Bang провели второй концерт, билеты на который были распроданы за 10 минут.

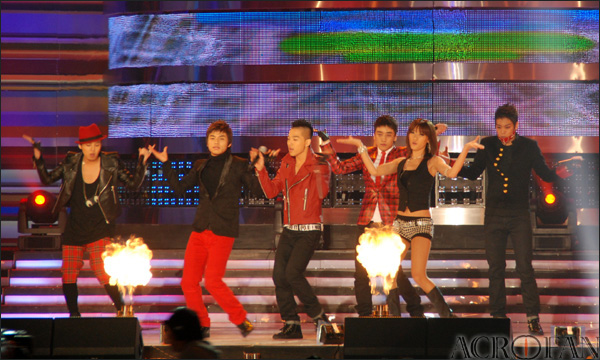
Big Bang на выступлении в 2008 году

Из-за напряжённого расписания и усталости, несколько участников были госпитализированы, в результате чего деятельность была временно приостановлена. Несмотря на это, альбомы и синглы по-прежнему пользовались огромным успехом у поклонников, из-за чего YG приходилось перевыпускать их, потому что всё уходило в солд-аут очень быстро. Благодаря успеху в течение всего года, Big Bang выиграли на премии Mnet Asian Music Awards в номинациях «Лучшая мужская группа» и «Песня Года», а позднее одержали победу в номинациях «Артист Года» и «Запись Года» на Seoul Music Awards. К концу года группа заработала 12 миллиардов южнокорейских вон.
В 2008 году Big Bang начали деятельность в Японии. Их дебютный японский мини-альбом For the World, выпущенный 4 января, достиг топ-10 в Oricon Albums Chart с минимальным промоушеном. Группа также провела концерт в JBC Hall в Токио Доум Сити, и после окончания японского промоушена коллектив вернулся в Корею. 8 августа был выпущен третий корейский мини-альбом Stand Up, несмотря на то, что групповая деятельность была отложена из-за индивидуального расписания каждого участника. Записанный при участии японского диджея Daishi Dance и корейской рок-группы No Brain, альбом имел успех, разойдясь тиражом в 200 тысяч копий. Сингл «Day by Day» оккупировал вершины чартов на 7 недель, и стал одним из самых продаваемых в истории Кореи; количество проданных цифровых копий превысило отметку в 5 миллионов.
Несмотря на релизы в Корее, группа выпустила японский сингл «Number 1» с одноимённого первого японского студийного альбома, с которым выступала на японских программах; альбом достиг 3 места в Oricon Daily Albums Chart. Третий корейский студийный альбом Remember, выпущенный 5 ноября, содержал в себе сингл «Sunset Glow», ремейк популярной песни Ли Мун Сэ, выпущенной в 1988 году. «Strong Baby», соло Сынни, стало вторым синглом. Общие продажи альбома вновь перешагнули порог в 200 тысяч, и на Mnet Asian Music Awards группа была признана «Артистом Года». На конец 2008 года заработок Big Bang составил 36 миллиардов вон, что в 3 раза превысило заработок 2007 года.

### 2009—11: Сольная деятельность, японские релизы и коммерческий успех
В начале 2009 года Big Bang взяли перерыв от групповой деятельности, чтобы каждый участник сосредоточился на сольной карьере. 27 марта был выпущен сингл «Lollipop», записанный совместно с 2NE1, новой женской группой YG, которую в то время называли «женской версией Big Bang». В поддержку песни был снят видеоклип. Был также выпущен рекламный сингл «So Fresh, So Cool» для пивного бренда «Hite», однако Сынни не принимал участие в записи, потому что был несовершеннолетним. В августе Big Bang выпустили второй одноимённый японский студийный альбом.
С 29 по 31 января 2010 года Big Bang провели серию концертов Big Show на Олимпийской гимнастической арене в Сеуле, а после улетели в Японию, чтобы начать концертный тур Electric Love Tour. 11 мая был выпущен третий студийный японский альбом Big Bang 2. Сингл «声をきかせて (Let Me Hear Your Voice)» был использован в качестве саундтрека для японской дорамы «Один человек». Второй сингл «Tell Me Goodbye» был включён в японское переиздание корейской дорамы «Айрис». Композиция стала популярной и получила позитивные отзывы, благодаря чему стала «Песней Года» на Japan Record Awards. Ещё два промо-сингла были выпущены на территории Кореи: «Lollipop Part 2» для рекламы LG Cyon, и «Shout of the Reds» с корейской рок-группой Transfixion и фигуристкой Ким Ё Ной для Чемпионата мира по футболу. Большую часть года Big Bang посвятили сольному продвижению, включая дебют саб-юнита GD & TOP. Коллектив выиграл несколько трофеев на различных премиях, включая «Топ-5 артистов» и «Лучший новый Артист» на Japan Gold Disc Award. В конце мая они выиграли номинации «Лучшее поп-видео» и «Лучший новый артист» на MTV Video Music Awards Japan.

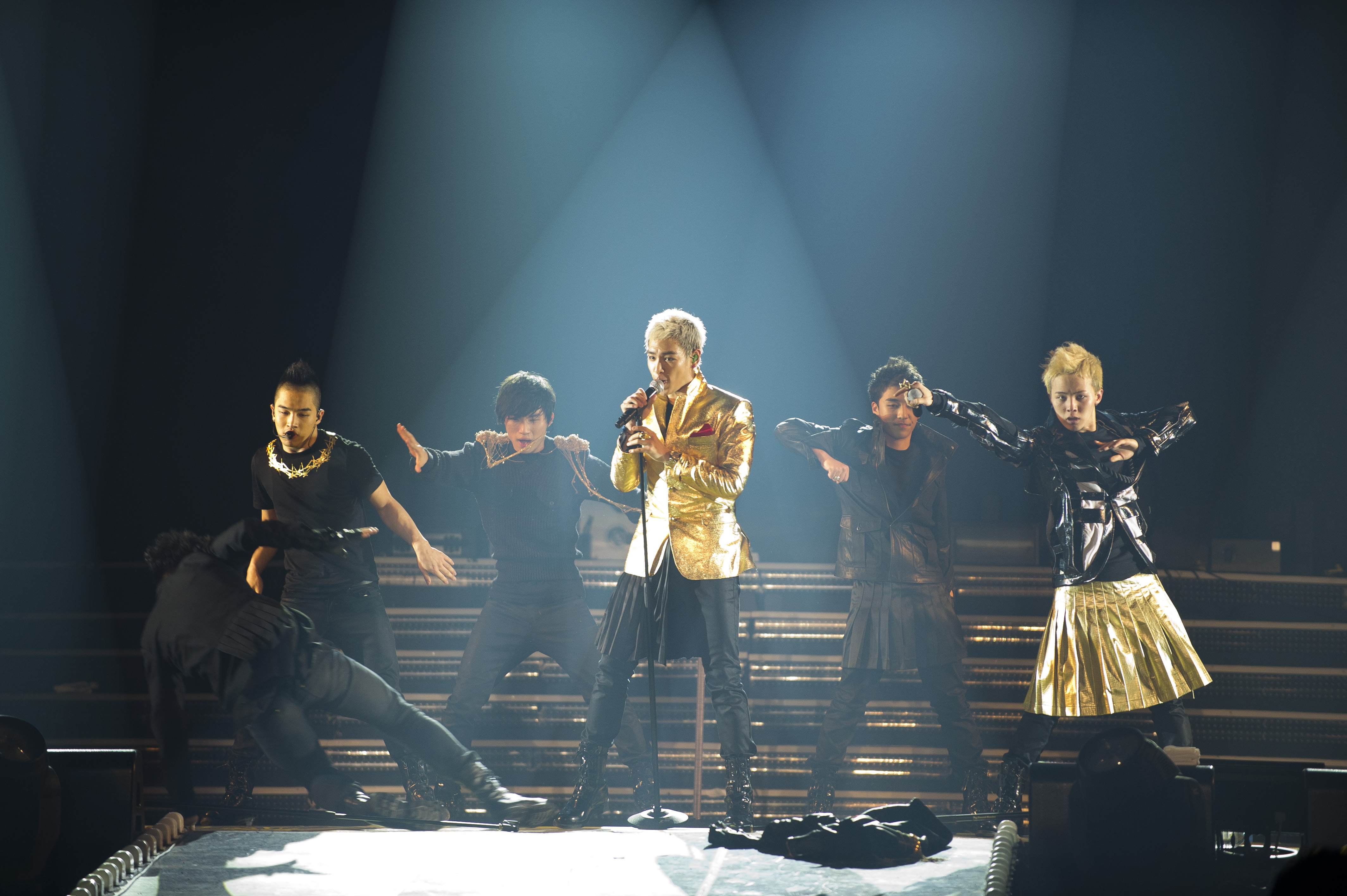
Big Bang выступают на Big Show, 2011 год

После почти двухлетнего перерыва в качестве группы, Big Bang вернулись в Корею с проведением серии концертов Big Show с 25 по 27 февраля 2011 года в поддержку предстоящего четвёртого корейского мини-альбома Tonight. Предзаказ на Cyworld составил более 10 тысяч копий, что стало рекордом, а в первую неделю продажи составили свыше 100 тысяч копий. Через неделю после выпуска альбома заработок группы составил 7 миллиардов вон. Одноимённый сингл дебютировал с вершины Gaon Digital Chart, а остальные песни вошли в топ-10. После завершения промоушена было выпущено специальное переиздание с двумя новыми песнями: «Love Song» (сингл) и «Stupid Liar». В мае стартовал третий японский тур Love and Hope, билеты на который были полностью распроданы.
На MTV Europe Music Awards коллектив выиграл номинацию «Лучший мировой артист» как представитель Азиатско-Тихоокеанского региона, набрав свыше 58 миллионов голосов. «Love Song» стала «Лучшим музыкальным видео» на Mnet Asian Music Awards. В конце года Big Bang участвовали в семейном концерте всех артистов YG. 14 декабря был выпущен третий специальный сборник хитов The Best of Big Bang. Также стало известно, что за 2011 года группа заработала 78 миллиардов вон, несмотря на то, что они продвигались лишь 6 месяцев.

### 2012—14: Международный успех, первый мировой тур и перерыв
В январе 2012 года YG разместили тизеры для предстоящего шестого мини-альбома Alive, который был выпущен на CD и в цифровом формате в феврале. Предзаказ за 2 недели составил свыше 260 тысяч копий. В поддержку альбома было выпущено 3 сингла: «Blue», ставший первым синглом Big Bang, получившим статус «Perfect All-Kill» в Корее; «Bad Boy» и «Fantastic Baby», который впоследствии стал международным хитом. До 2017 года видеоклип «Fantastic Baby» оставался самым просматриваемым среди корейских групп. Alive попал на 150 место в Billboard 200, сделав Big Bang первыми корейскими артистами в истории, попавшими в данный чарт. Резко возросшая популярность группы на мировом рынке также позволила им дебютировать в чарте Billboard Social 50 на 24 позиции. Позднее достижения Big Bang были отмечены престижным изданием Time, а их фотография была размещена на главной странице сайта Грэмми. Со 2 марта стартовал первый мировой тур группы — Alive Galaxy Tour. 28 марта был выпущен четвёртый студийный японский альбом Alive. Японское продвижение началось с выступления на фестивале Спрингрув, где также выступали прославленные американские и японские хип-хоп артисты. Big Bang стали первыми корейскими артистами, посетившими данное мероприятие, вместе с 2NE1.

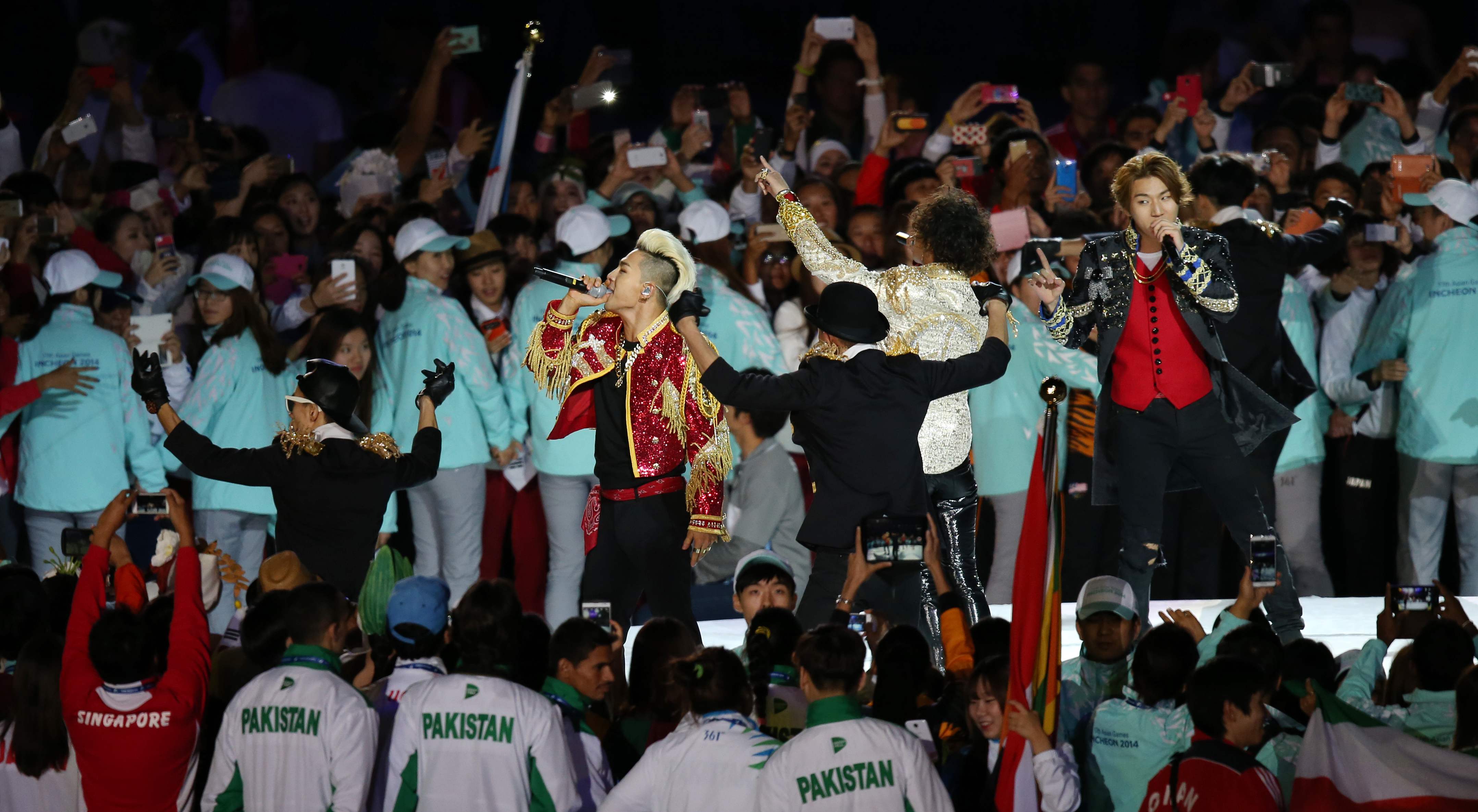
Big Bang на церемонии закрытия Летних Азиатских игр, 2014 год

3 июня было выпущено специальное переиздание Alive — Still Alive, с новым синглом «Monster», и за первый месяц продажи составили свыше 100 тысяч копий. 20 июня было выпущено японское переиздание Monster. Успех Still Alive позволил Big Bang вновь вернуться в чарт Social 50, и попасть на 12 место. 30 ноября группа посетила Mnet Asian Music Awards, где забрала три награды: «Лучшая мужская группа», «Артист Года» и «Лучший мужской исполнитель» (G-Dragon). Они также выиграли в номинации «Лучшие фанаты» на итальянской премии TRL Awards. После окончания промоушена участники приостановили групповую деятельность на большую часть 2013 и 2014 годов, занимаясь индивидуальными продвижениями.
Big Bang вернулись на сцену в полном составе в ноябре 2013 года в рамках японского тура Japan Dome Tour, проведя концерты на шести доум-площадках страны; общее число зрителей, посетивших шоу, составило свыше 770 тысяч человек. В октябре 2014 года коллектив выступил на церемонии закрытия Летних Азиатских игр. Месяц спустя квинтет начал второй японский доум-тур Japan Dome Tour X, став первыми иностранными артистами в истории, кто в течение двух лет подряд выступал на доум-площадках. К концу 2014 года Big Bang стали корейскими артистами, которые смогли привлечь наибольшее количество поклонников на свои концерты в Японии (и вторыми артистами в целом).

### 2015—16: Признание критиков и десятая годовщина
На протяжении двух лет Big Bang находились на перерыве, потому что G-Dragon переживал «карьерный спад», и не мог заниматься написанием новой музыки для группы: «В прошлом, вернувшись после длинного и выматывающего дня, в общежитии я мог написать, по меньшей мере, две песни, и это была моя обязанность. В дальнейшем, однако, всё изменилось, обстоятельства уже не работали на меня, и альбом постоянно откладывался.» В 2015 году группа вернулась на сцену с релизом специальных сингловых альбомов к предстоящему третьему студийному альбому: M, A, D и E. Сингл M, выпущенный в мае, включал в себя синглы «Loser» и «Bae Bae», которые имели успех не только в чартах Кореи, но и на международном уровне. «Loser» стала «Песней Года» на Golden Disk Awards, а «Bae Bae» — «Песней Года» на Korean Music Awards. Billboard поместил обе песни в топ лучших корейских песен года, и «Loser» заняла 1 строчку. Сингл A, выпущенный в июне, содержал синглы «뱅뱅뱅 (Bang Bang Bang)» и «We Like 2 Party», которые также имели успех. «뱅뱅뱅 (Bang Bang Bang)» повторила успех «Fantastic Baby», став международным хитом, и стала «Песней Года» на Mnet Asian Music Awards, а также самой успешной в чарте Gaon Digital Chart за 2015 год. Сингл D, выпущенный в июле, с песнями «맨정신 (Sober)» и «If You», аналогично предыдущим релизам, также показал высокие результаты в чартах. Сингл E, выпущенный в августе, стал последним, и содержал две композиции: «쩔어 (Zutter)» (в исполнении GD & TOP) и «우리 사랑하지 말아요 (Let’s Not Fall in Love)». Последняя достигла высшей 1 позиции в Billboard World Digital Songs Chart и Gaon Digital Chart.

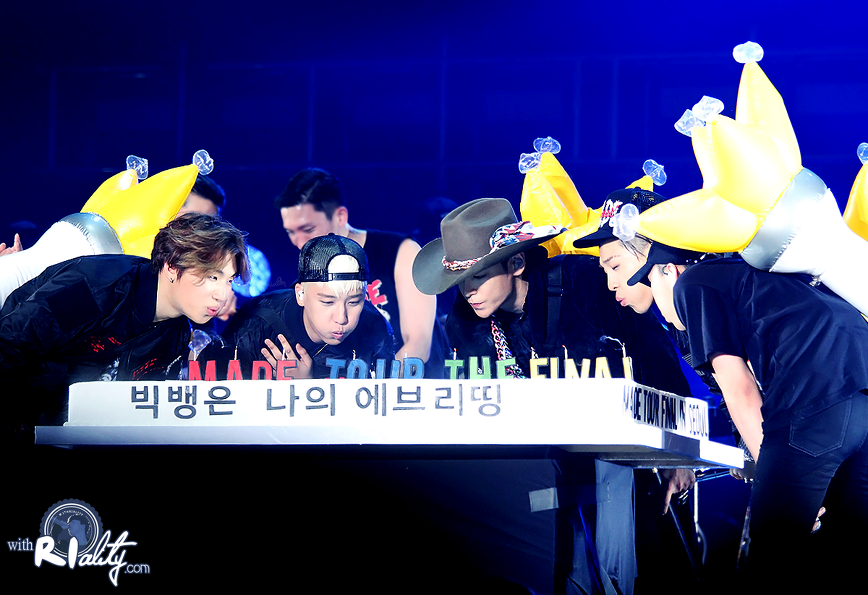
Big Bang на финальном концерте Made World Tour, март 2016 года

Для промоушена синглов группа начала второй мировой тур, который оказался коммерчески успешным; общее число зрителей, привлечённых на концерты, составило свыше 1,5 миллиона человек. К концу года заработок Big Bang составил 150 миллиардов вон. Несмотря на успех релизов, выпущенных в 2015 году, выход студийного альбома был отложен, чтобы записать новые песни и взять перерыв после четырёхмесячного промоушена. В 2016 году группа начала фанмитинг-тур Made V.I.P Tour. В апреле и мае состоялись выступления в Японии в рамках фанмитинга Fantastic Babys.
В рамках 10-й годовщины с дебюта был запланирован ряд мероприятий. 30 июня 2016 года был выпущен документальный фильм «Big Bang Made», снятый во время Made World Tour. С июля по январь 2017 года был проведён юбилейный концертный тур 0.TO.10, включая полностью распроданные билеты на шоу в Нагои и Сангаме. Тур привлёк 781 500 человек с 16 концертов в Японии, что стало рекордом среди иностранных артистов. Общая же посещаемость составила 1,1 миллиона человека. С 5 августа по 30 октября в Сеуле проходила выставка «От А до Я» в честь юбилея Big Bang и десятилетия, проведённого вместе с поклонниками. С 24 июня по 22 августа 2017 года выставка проходила в Тайбэе.
12 декабря 2016 года был выпущен третий корейский студийный альбом Made. Для поддержки релиза был анонс двух синглов: «에라 모르겠다 (Fxxk It)» и «Last Dance». Обе песни, вместе с би-сайдом «Girlfriend», разошлись тиражом в 1 миллион цифровых копий суммарно за 5 дней. Эти же композиции расположились на 2, 3 и 4 строчках в Billboard World Digital Songs соответственно. За день суммарные продажи цифровой версии Made на 3 крупнейших китайских платформах (QQ Music, KuGou и Kuwo) достигли 1 миллиона. Альбом также дебютировал на 172 месте в Billboard 200 и на 1 в Billboard World Albums Chart и Top Heatseekers. В Корее альбом тоже занял вершину Gaon Album Chart. Два финальных концерта в рамках тура 0.TO.10 состоялись в Gocheok Sky Dome в январе, что также ознаменовало окончание промоушена с Made.

### 2017—19: Служба в армии и уход Сынни
9 февраля 2017 года T.O.P заступил на обязательную службу в армии, и участники продолжили дальнейшее продвижение без него. В ноябре был проведён пятый японский тур Last Dance Tour, состоящий из 14 концертов, проведённых в 4 городах; общее число зрителей, посетивших шоу, составило 696 тысяч. Финальные концерты состоялись в Сеуле 30 и 31 декабря. В 2017 году также транслировалось реалити-шоу «Бегите, скауты Big Bang!».
В 2018 году оставшиеся участники также заступили на службу в армии: G-Dragon с 27 февраля, Тхэян с 12 марта, и Тэсон с 13 марта. 13 марта также был выпущен цифровой сингл «Flower Road», записанный в полном составе ещё до ухода T.O.P в армию. Песня установила рекорд в Китае, разойдясь тиражом в 1 миллион копий за 3 дня. «Flower Road» дебютировала на вершине World Digital Songs Chart и Gaon Digital Chart, и у неё был самый высокий цифровой индекс с момента премьеры.
11 марта 2019 года стало известно, что контракт Сынни с YG был расторгнут, и на фоне затяжного скандала с клубом «Burning Sun» он принял решение уйти как из группы, так и из индустрии. 25 марта он также заступил на официальную службу в армии. 6 июля из армии вернулся T.O.P, 25 октября — G-Dragon, а 10 ноября — Тхэян и Тэсон.

### 2020—настоящее время: Возвращение с новым альбомом
3 января 2020 года было объявлено, что Big Bang выступят на музыкальном фестивале Коачелла, что стало бы первым выступлением группы за последние 3 года. В марте участники продлили свои контракты с YG и начали подготовку к камбэку, который был отложен на неопределённый срок из-за пандемии новой коронавирусной инфекции. В конце года СМИ сообщили, что камбэк Big Bang может состояться в 2021 году, но агентство ни подтвердило, ни опровергло данную информацию.

### 2022: Возвращение и «Still Life» и уход T.O.P
7 февраля 2022 года YG Entertainment объявили, что весной Big Bang вернутся с цифровым синглом. Они также объявили, что T.O.P расторг свой эксклюзивный контракт с YG Entertainment, хотя он по-прежнему будет участвовать в групповой деятельности. Группа выпустила новый сингл «Still Life» 5 апреля, который стал их первым возвращение за четыре года и первым возвращением в качестве квартета."Still Life" дебютировала под номером один в цифровом чарте Южной Кореи Gaon, став 11-й песней Big Bang, занявшей первое место, что является рекордом для любой группы в истории чарта. Всего за три с половиной дня сингл попал в десятку лучших в Billboard Global 200 США, став третьей корейской группой, сделавшей это. Сингл дебютировал под номером один в гонконгском чарте, в Малайзии, в Сингапуре, во Вьетнаме, под номером три в чарте синглов Тайваня и в австралийском чарте Hitseekers. Сингл также дебютировал в топ-100 в нескольких странах, включая Индонезию, Новую Зеландию, Нидерланды, Венгрию, Японию, Великобританию и Канаду .
В декабре у Тхэяна закончился контракт с YG Entertainment, и он перешел в THE BLACK LABEL, оставаясь при этом участником Big Bang.

## Участники

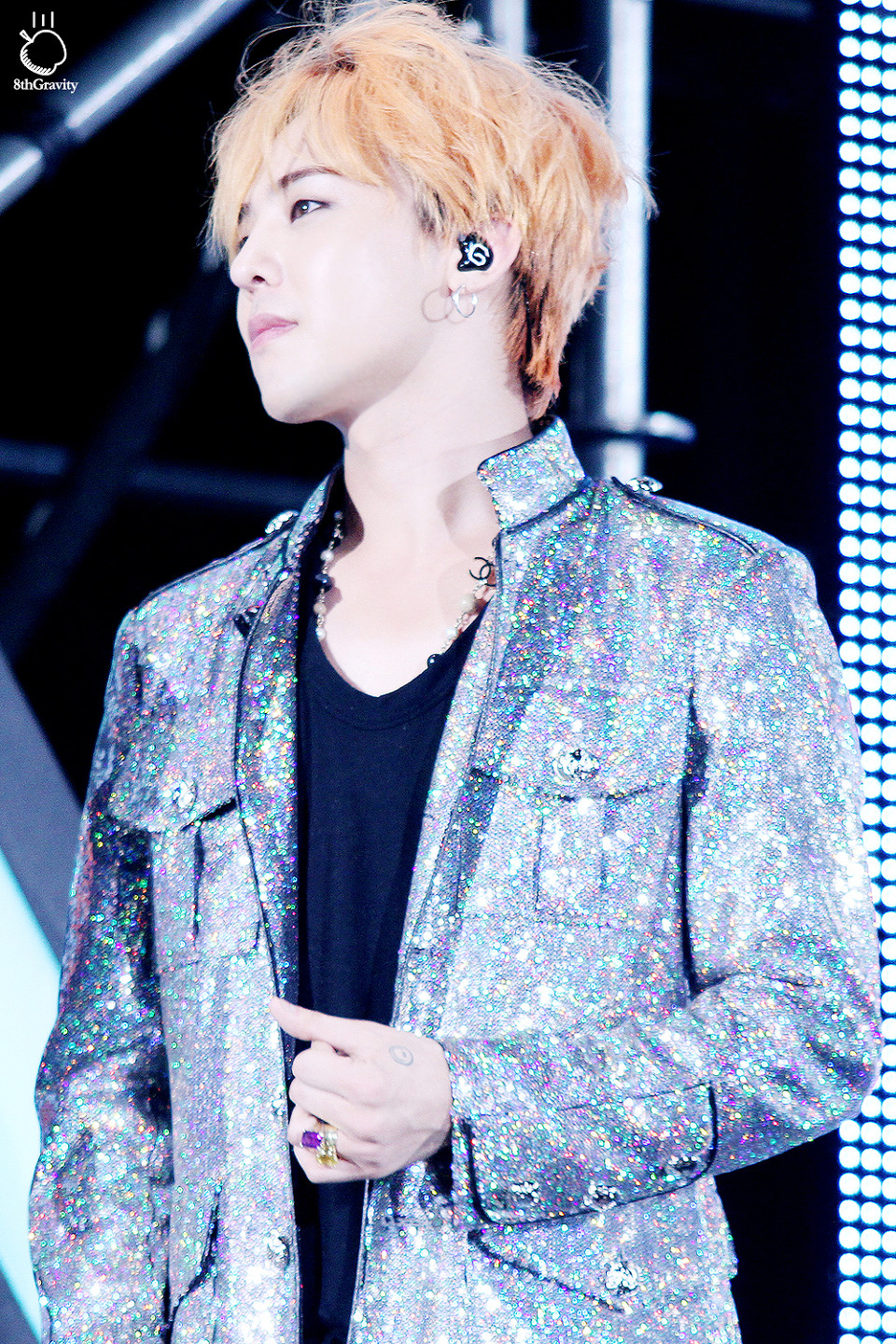
G-Dragon
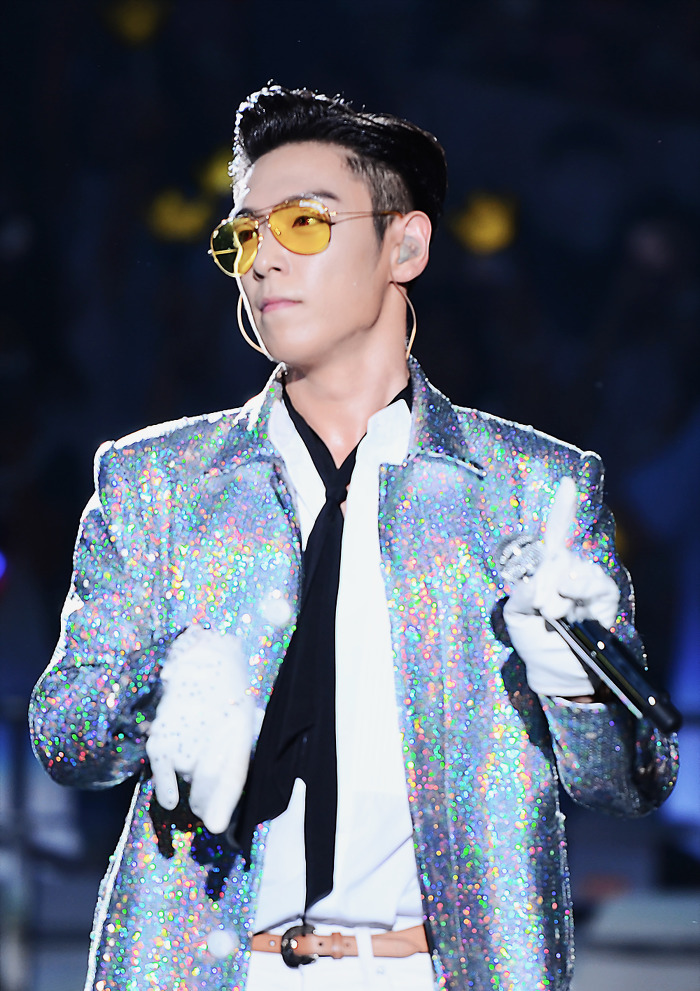
T.O.P
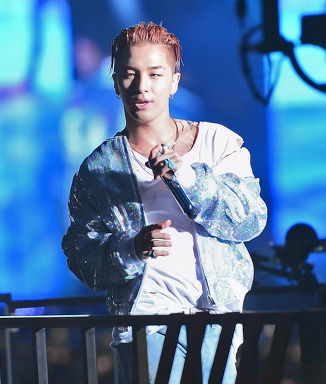
Тхэян
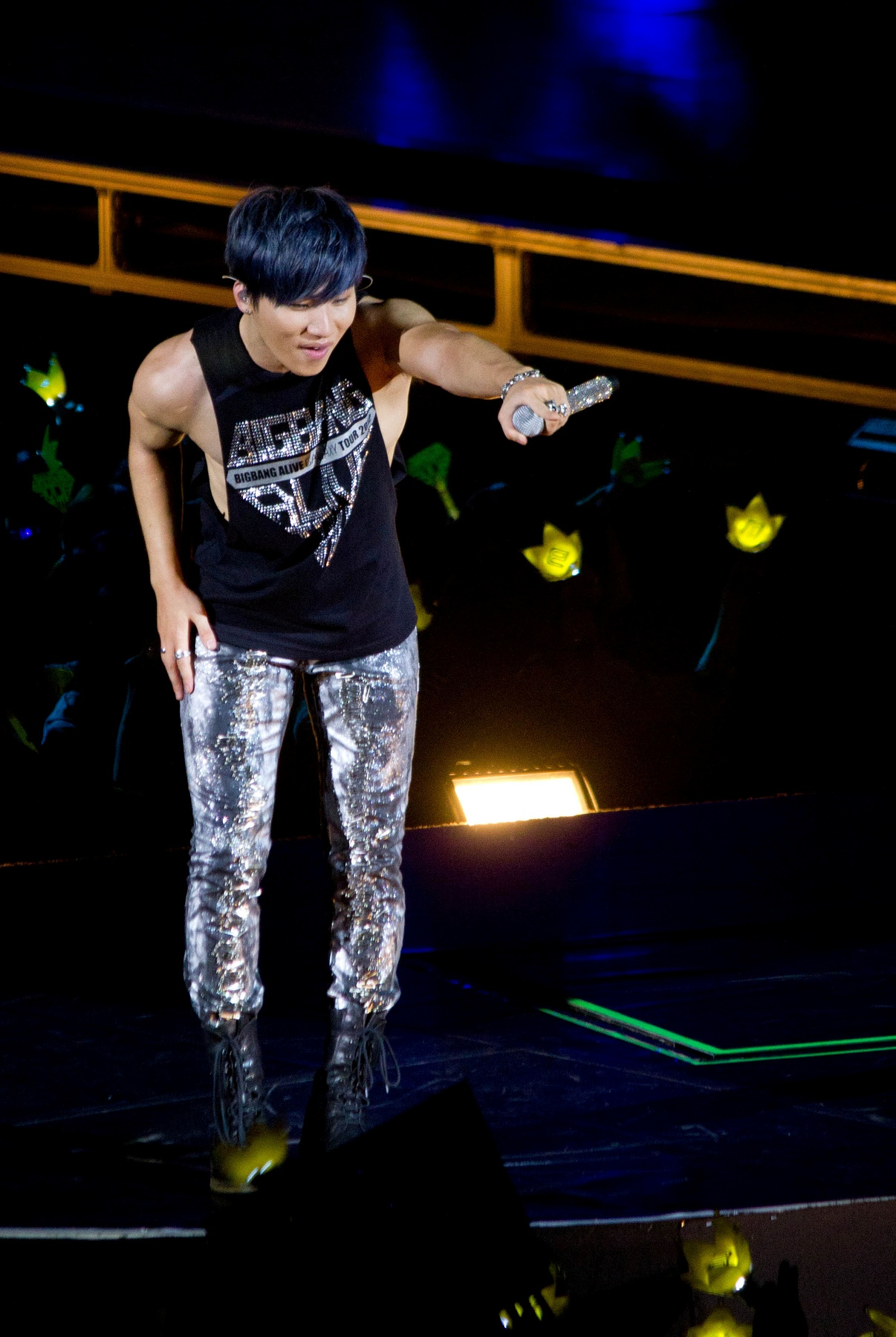
Тэсон
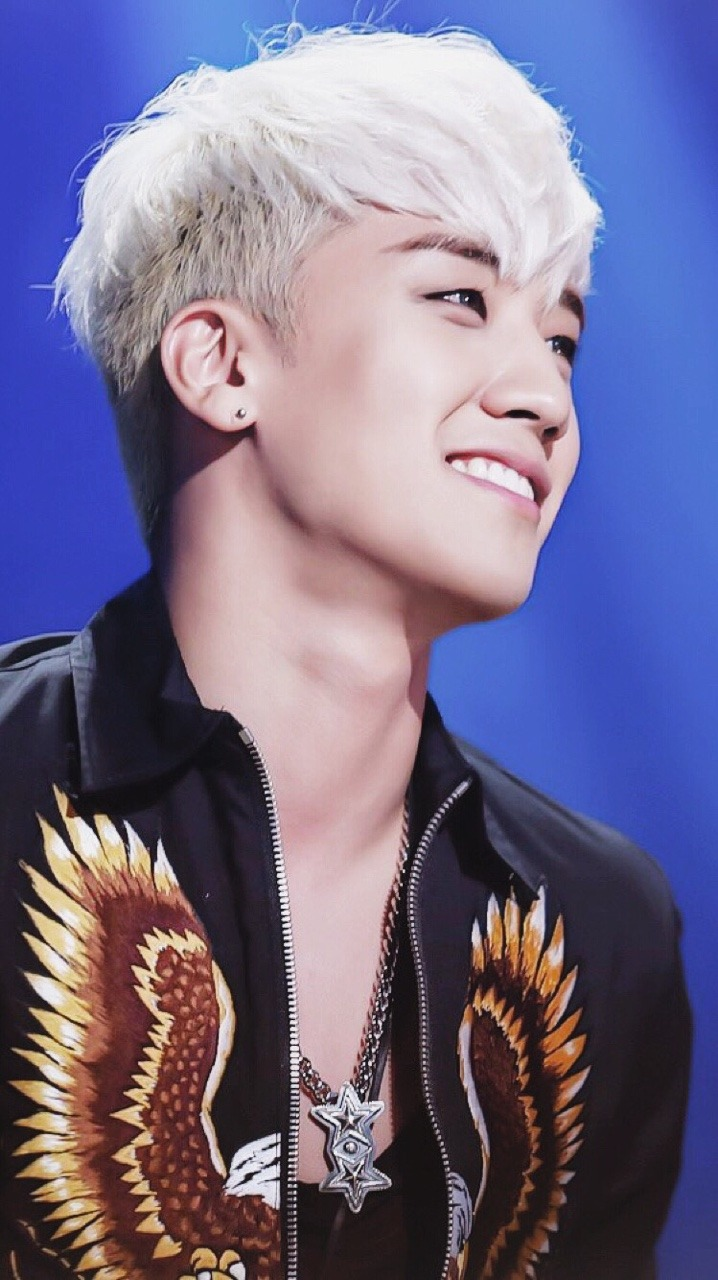
Сынни (V.I.)

### Бывшие участники
|                       |                       |               |
| Сценический псевдоним | Сценический псевдоним | Дата рождения |
| Основной              | Настоящие имя         | Дата рождения |

| Сынни | Ли Сын Хён   | 12.12.1990. |
| T.O.P | Чхве Сын Хён | 04.11.1987  |

## Артистизм

### Музыка
Big Bang хвалят за индивидуальность и возможность сочетать поп-музыку с элементами рэпа, современного R&B и танцевальной музыки. Коллектив известен «агрессивным музыкальным стилем, расширяющим гендерные границы». В ранние годы своей карьеры участники создавали музыку в стилях хип-хоп и поп-рэп, пусть также исполняли R&B-композиции. Однажды журналист японского отделения Yahoo! сравнил раннее творчество Big Bang с музыкой The Black Eyed Peas, написав, что песни содержат «цепляющий вокал, рэп и характер». Композиция «Ma Girl», первая сольная песня Тхэяна с первого альбома, была описана как «плавная, сексуальная с элементами басов» и напоминает Омариона. Соло Сынни «다음날 (Next Day)» с того же альбома отметили за «выраженные вайбы 90-х Ашера».
Мини-альбом Always (2007) стал отправной точкой от привычного звучания группы, и Big Bang экспериментировали с танцевальным и электронным звучанием, запустив в Корее новый музыкальный тренд. Вдохновлённая «сибуя-кэй звучанием» «바보 (Fool)» с мини-альбома Hot Issue (2007) содержала «тяжёлый танцевальный ритм с плавной диско-окраской». «Day by Day» с мини-альбома Stand Up (2008) была похвалена за «навязывание чувства тревоги с помощью плавности темпа» и названа «экспериментальным шедевром». Big Bang также сотрудничали с корейской рок-группой No Brain для песни «Oh My Friend». Alive (2012) был отмечен критиками за упор на вокал участников без привычного автотюна и упор на «зрелую интенсивность», а сингл «Blue» отличается «более интересными электронными семплами и продакшеном». «Bad Boy» охарактеризовали как композицию с «ностальгической сентиментальностью» и назвали «идеальной поп-песней». Сингл «Monster» был похвален за «печальный вокал в оркестровом звучании».
Big Bang смешали разновидности электронной музыки с софт-роком в третьем студийном альбоме Made (2016), который был описан как «пример для подражания». «Loser» хвалили за «более взрослое звучание» и то, что участники группы «не потеряли тот имидж, что использовали в предыдущих релизах», «뱅뱅뱅 (Bang Bang Bang)» нравилась за EDM-влияние, а «Bae Bae» за «раздвигающие границы элементы» и то, что композиция стала одной из первых в Корее, написанной в жанре трэп. «우리 사랑하지 말아요 (Let’s Not Fall in Love)» получила признание как «самая нежная» композиция группы, которая «способна вызвать широкий спектр эмоций». «Girlfriend» стала «флэшбеком старого хип-хоп звучания».
В сольном творчестве участники испробовали многочисленные музыкальные жанры. Дебютный мини-альбом Тхэяна Hot (2008) собрал в себе песни в жанре R&B, характерного звучания Big Bang в те годы, и сам Тхэян также обозначил R&B как свой главный жанр. Первый цифровой сингл Тэсона «날 봐, 귀순 (Look at Me, GwiSoon)» был в жанре трот, и получил много критики, так как имидж группы приравнивался к хип-хоп артистам. Дебютный мини-альбом G-Dragon Heartbreaker (2009) собрал в себе композиции в жанрах танцевальной музыки, хип-хопа и R&B. Джастин МакКёри из The Guardian сказал, что «каждый из пяти участников имеет свой личный взгляд, и их музыкальный спектр включает в себя электронную музыку, R&B, хип-хоп, хаус, электро и поп.». Их также называли «артистичными супергероями» за многообразие в творчестве. The Chosun Ilbo называли Big Bang «сильными лидерами среди мужских групп», и результатом этого послужило качество их музыки, а также то, что какую бы песню они не представляли, группа всегда «представит что-то новое и расскажет новую историю».
На международном уровне Big Bang знают как «кей-поп группу» и как коллектив, который находится в агентстве, не вызывающем одобрения у участников, на что G-Dragon ответил: «Мы корейцы, поэтому очевидно, что нашу музыку называют кей-попом, однако мы никогда не определяли свою музыку в данном жанре. Наша музыка — просто наша музыка.» T.O.P также отметил: «Вы не определяете поп-музыку по тому, кем она выпущена. К примеру, мы не говорим „белый поп“, когда белые люди выпускают музыку.»

### Авторство и тексты песен
Big Bang известны тем, что с дебюта сами пишут тексты песен и музыку, что отличает их от многих корейских коллективов, где творческая свобода ограничивается агентством. G-Dragon участвовал в создании почти всех композиций, и является автором, композитором и продюсером большинства песен коллектива.
Многие композиции в дискографии коллектива касаются темы любви. В частности, в «Bingle Bingle» главный герой умоляет своего возлюбленную сделать следующий шаг в отношениях, а в «우리 사랑하지 말아요 (Let’s Not Fall in Love)», наоборот, выражается нежелание развивать новые отношения дальше из-за нерешительности и риска открыться чему-то новому. Помимо любви, творчество группы захватывало и другие темы: несмотря на то, что «Fantastic Baby» и «뱅뱅뱅 (Bang Bang Bang)» были охарактеризованы как клубные песни из-за лирической составляющей, а последняя названа «гимном вечеринок 2015 года», хотя изначально многим слушателям не нравился медленный припев. Текст «에라 모르겠다 (Fxxk It)» можно рассматривать с нескольких позиций: то, что участникам плевать на всё, но и при этом учитывается специфический контекст — девушка, в которой они заинтересованы; то, что им плевать и они просто хотят веселиться; то, что им плевать и они хотят жить именно тем моментом, который происходит здесь и сейчас. Текст «Loser» «очеловечивает группу», обсуждая их недостатки. «Bae Bae» обсуждалась благодаря метафорам о сексе, «맨정신 (Sober)» — о преследовании чьей-то мечты, а «Last Dance» посвящена всем моментам, которые участники провели бок о бок за 10 лет карьеры.
Вклад G-Dragon в дискографию Big Bang был отмечен престижным изданием The Korea Times, где его назвали «гениальным автором-песенником». G-Dragon же описал группу как «айдол-группу без врождённых талантов, но через усилия».

### Выступления и стиль
Big Bang неоднократно хвалили за их харизму и хореографию во время живых выступлений. Известно, что на начальных этапах карьеры постановками танцев занимался Сынни с Шоном Эваристо. Значительно используя элементы уличного танца в своей хореографии, со временем группа перешла к использованию разных танцевальных стилей. Например, движение в «La La La», когда участники задирают футболки, оголяя торс, стало популярным в интернете. Хореография «마지막 인사 (Last Farewell)», содержащая элементы роуп-скиппинга, также стала достаточно популярной в Корее. Танец «뱅뱅뱅 (Bang Bang Bang)», поставленный Паррис Гобель, новозеландским хореографом, стал одним из самых популярных в 2015 году.
Одежда на выступлениях тоже попадает во внимание: Fuse TV отмечали, что «их одежда настолько же интересна, как и шоу». Первоначально коллектив использовал хип-хоп концепт, что имел характерное отражение в стиле. Концепт-стиль для эры Always (2007) был больше в стиле преппи-панк, включая узкие джинсы с Converse, или хайтопы (высокая модель кроссовок на платформе), что стало трендом в Корее. Тхэян же с косичек перешёл на ирокез. С начала карьеры Big Bang были замечены в одежде от таких модных брендов, как BAPE, 10 deep, Луи Виттон, Джереми Скотт и Phenomenon, а также носили изготовленные на заказ худи во многих своих видеоклипах. Группу хвалили за популяризацию «старой моды» и таких брендов, как Nike и Reebok (хайтопы). G-Dragon называют «самым модным» из коллектива, и во время промоушена с «거짓말 (Lies)» он носил треугольные шарфы (бактус), которые впоследствии назвали «шарфами Big Bang», а также носил тонированные солнцезащитные очки, которые также становились трендом. Во время выступлений Big Bang используют пиротехнику, конфетти, светодиоды, туман и воссозданных с помощью цифровых технологий «огнедышащих драконов и вертолёт», за что не квартет не раз получал похвалу от критиков.
На пике популярности хита «Gangnam Style» PSY журналист Джон Караманика (The New York Times) отмечал, что концерт Big Bang в Нью-Джерси демонстрирует «настоящее дикое сердце кей-попа» одновременно с яркими нарядами, хореографией и постановкой выступления. В 2012 году их шоу было признано лучшим на Mall of Asia Arena, а концерт в Лиме стал лучшим на территории Южной Америки. Big Bang сравнивали с One Direction и Джастином Бибером, отмечая, что группа «звучит громче, а танцы острее». Концерт в рамках Alive Tour (2012), состоявшийся в Ньюарке, стал одним из лучших шоу года по версии The New York Times. В марте 2012 года Криста Мар, корреспондент Time из Южной Азии, назвала квартет «кей-поп богами», посетив их концерт на Олимпийской гимнастической арене в Сеуле. Made World Tour (2015) также получил множество положительных отзывов критиков. К примеру, концерт в Сингапуре был отмечен взаимодействием с поклонниками, потому что участники знали гораздо больше слов на английском и могли вести короткие беседы с публикой, и танцевальные движения, пусть и не самые синхронные, компенсировались за счёт харизмы участников. В декабре 2015 года The New York Times опубликовали статью о лучших концертах, где вновь упомянули Big Bang: «Это изящное, головокружительное, насыщенное шоу от одних из самых важных исполнителей в Южной Корее заставит даже крупнейших американских коллег выглядеть на его фоне рядовыми любителями.»

## Наследие
«Одно лишь имя Big Bang носит значимый вес в кей-попе. В течение 10 лет они развивались от молодой айдол-группы до квинтета, состоящего из культурных икон. Знающие моду, любящие песни и танцы, они стали законодателями моды, выпустив множество хип-хоп треков. Всё, начиная от их одежды и заканчивая причёсками, становится стандартом. И речь не только о Корее. Big Bang вышли за пределы Азии, став мировыми звёздами. Первые 10 лет группы были ошеломляющими и оставили неизгладимый след в истории корейской поп-музыки.»
Big Bang считаются самыми успешными артистами YG. С 2014 по 2017, до зачисления участников на обязательную военную службу, половина самых продаваемых альбомов артистов этого агентства принадлежала именно Big Bang. Коллектив стал первым успешным среди корейских артистов в жанре хип-хоп, и благодаря им данный жанр стал популярен по всей Азии, за что квинтет также назвали одним из ключевых представителей волны Халлю. Популярность G-Dragon в качестве автора-песенника стала мотивацией для многих молодых корейских исполнителей, чтобы стать айдолами и выпускать собственную музыку. Издательство The Younhap News Agency писало о том, что квинтет помог распространению корейской музыки в других частях света, таких как Америка, Европа, Латинская Америка и Средняя Азия. В 2011 году BBC писали о том, что «корейские группы, включая Big Bang, оставляют свой след по всему миру.», а также то, что благодаря успеху квинтета у YG наблюдается значительный экономический рост. После победы на MTV Europe Music Awards представители Google объявили, что YouTube запустит собственный кей-поп-канал в знак признания международного успеха Big Bang. Британская ежедневная газета The Guardian писала статью о важности победы на европейской премии как «начале роста популярности корейской музыки в Европе». Жак Петерсон из The Sydney Morning Herald отметил, что успех Big Bang является «своеобразным поворотом» в их жанре и ломает формулу айдол-группы. Президент корейского вебсайта DramaFever, Сук Пак, назвал квинтет «авангардом кей-попа». Американская студенческая газета The Michigan Daily описала Big Bang как редкую группу, которая «как вводит, так и определяет направление развития жанра», а также «оставила музыкальный след, повлиявший на мировой музыкальный рынок».
Как одна из самых популярных корейских групп в мире, Big Bang являются одними из важных представителей туризма в Корее. Их концерты поддерживались Министерством культуры, спорта и туризма Республики Кореи. В 2014 году национальная почтовая служба страны Korea Post выпустила специальные почтовые марки с изображениями группы. В 2016 году Big Bang были выбраны представителями туристической кампании «Креативная Корея». В том же году они стали вторыми самыми влиятельными людьми в мире после Берни Сандерса по версии Time.
Big Bang оказали влияние на многих исполнителей, среди них: BTS, Джилл Скотт, Пикси Лотт, KABBA, Нелли Фуртадо, Cho PD, Got7, Astro, Teen Top, Monsta X, Чан Киха, SF9, Victon, Dynamic Duo, Zion.T, Sonamoo, Xeno-T, NU’EST, Хваса, Ю-Квон, iKon, Blackpink, Шон Тунг и Граймс. Китайский бойбенд OkBang одевался в том же стиле, что и участники Big Bang, и в одном из интервью они сказали, что у них есть «много схожестей в музыкальном стиле, гардеробе и причёсках». Глайса де Кастро, филиппинская актриса, вдохновлялась квинтетом и их выступлениями в своей актёрской карьере, а также во время исполнения традиционной филиппинской музыки. Рэпер BewhY, участник 5 сезона популярного телешоу «Деньги на бочку», сказал, что вдохновился заниматься рэпом после музыки Big Bang, а Айю начала набирать популярность после того, как начала делать кавер-версии на композиции группы.
Стиль Big Bang сделал их культурным феноменом среди артистов Кореи. Участники носят неофициальные звания «икон моды», и западные СМИ называют группу одной из самых стильных в мире.

## Дискография

### Корейские альбомы
- Big Bang Vol.1 (2006)
- Remember (2008)
- Made (2016)

### Японские альбомы
- Number 1 (2008)
- Big Bang (2009)
- Big Bang 2 (2011)
- Alive (2012)
- Made Series (2016)

## Концертные туры

### Концертные туры
- Alive Galaxy Tour (2012—13)
- Japan Dome Tour (2013—14)
- Japan Dome Tour X (2014—15)
- Made World Tour (2015—16)
- 0.TO.10 (2016—17)
- Last Dance Tour (2017)

### Фанмитинги
- Fantastic Babys (2012, 2014, 2016)
- Made V.I.P Tour (2016)
- Big Bang Special Event (2016—17)

### Концерты YG Family
- 10th Anniversary World Tour (2006)
- 15th Anniversary Tour (2011—12)
- Power World Tour (2014)

### Официальные сайты
- ygbigbang.com — официальный сайт Big Bang  (кор.) (англ.)
- yg-bangs.com — официальный сайт Big Bang  (кор.)
- Официальный фан-клуб V.I.P  (кор.)
- ygbigbang.jp — официальный сайт в Японии  (яп.)
- Официальный фан-клуб V.I.P в Японии  (яп.)
- Официальный мобильный сайт в Японии  (яп.)
- Big Bang на сайте Universal Japan  (яп.)
- Официальный дизайн бренда, разработанный Hyundai Card

### Официальные страницы на порталах и в социальных сетях
- Видеоканал Big Bang на YouTube
- Видеоканал BIG BANG ‘Message’ на YouTube
- Музыка BIGBANG в iTunes (англ.)
- Аккаунт BIGBANG в социальной сети Weibo  (кит.)
- Daum, фан-кафе  (кор.)
- Страница UFO Town  (кор.)